# Louise-Marie Danhaive
Pour les articles homonymes, voir Danhaive.
Louise-Marie Danhaive, née à Saint-Servais le 13 février 1923 et morte à Namur le 1er juin 1978, est une auteure, dramaturge, poète et journaliste belge. Ayant très peu quitté la région, Louise-Marie Danhaive est présente et active dans la vie culturelle namuroise, ville d’entre Sambre et Meuse.

## Enfance
Fille de l'historien Fernand Danhaive et de Marie Pire, Louise-Marie Danhaive est née à Saint-Servais le 13 février 1923. À cause de son asthme, elle ne fréquente pas l'école gardienne ni même les premières années de l'école primaire. Cela ne l’empêche pas de nourrir dès son plus jeune âge une passion pour l'écriture, et particulièrement pour la poésie. Elle se tourne encore davantage vers l'écriture au décès de son père, en 1935, qui l'affecte particulièrement. L’année 1938 marque son entrée en littérature avec le recueil en prose : Heures Brèves. Celui-ci est salué par des personnalités telles que: François Bovesse, Maurice Carême ou encore Georges Duhamel. Elle rencontre d'ailleurs ce dernier, ainsi que Jean Cocteau, trois ans plus tard à Paris.

## Durant la Seconde Guerre mondiale
Dès 1941, et jusqu'en 1944, Louise-Marie Danhaive s'engage dans la résistance et fait partie du groupe du Mouvement national belge (M.N.B.). Elle offre également ses services à la presse clandestine. Pour ces engagements, elle reçoit trois médailles :
- la Médaille de la résistance armée
- la Médaille commémorative de la guerre 1940-1945
- une Médaille du M.N.B., les deux premières étant des décorations d'État.

## Romancière, poète, dramaturge
La guerre et son activité dans la résistance ne l'empêche cependant pas de continuer son travail d'écriture : le recueil Voyage loin dans le temps est publié aux Éditions Messages par la Maison du Poète en 1941, et Lettres données au vent, recueil de poèmes surréalistes, est publié en 1943. C'est également durant cette période qu'elle écrit Kerimore, un roman inédit.
Poète, romancière, mais également dramaturge : Louise-Marie Danhaive écrira de nombreuses pièces tout au long de sa vie, dont voici les principales :
- Il ne tient qu'à un fil (1951) : comédie en trois actes primée par l'A.P.I.A.W[7]. en 1951
- Sangre (1963) : a été composé durant les grèves des mineurs asturiens de 1962-1963 et livre une analyse critique poignante sur la situation espagnole[8].
- Pâques sans rameaux (1964) : pièce sur le drame du Softénon dont les bénéfices ont été au profit des personnes handicapées (inédit - création le 1964/01/30)[1].
- Isla (1965) : pièce en deux actes, récompensée par le prix du Théâtre d'Essai 1964.
- Jeu pour notre temps (1970) : le titre évoluera pour devenir Je tuerai le temps avec des gadgets qu'on colle au mur pour écouter rêver les voisins

Certaines de ses pièces témoignent donc de son engagement contre la pauvreté, l'injustice et pour la défense des plus faibles, mais cette révolte se retrouve également dès ses romans et poèmes : Séraphin, l'ange tombé dans la rue (Éditions de la Grisière, Paris, 1971) s'attaque à l'inhumanité du monde moderne, aux problèmes d'alcoolisme, de logement ou de médecine. Les thèmes sociaux l'intéressent et la touchent, comme le prouve Comme un seul homme (1961) : ce récit romancé traite des grèves ouvrières belges.
Sa production théâtrale dépassera le cadre des salle et elle écrit également des pièces pour la radio, notamment : 
- Le Semeur de rêves (1946) : création de la Radio Suisse pour la fête de l'Ascension.
- Symphonie de l'Aube éternelle (1946) : création par la Radio Suisse, à Lausanne.
- Les Porteurs de Croix (1946) : création par Radio Namur.
- La Légende des Dames de Marche (1950) : jeu moyenâgeux, inspiré de la légende de Marche-les-Dames, diffusé sur Radio Namur.
- Algone ou le visage de la folie (1954) : drame radiophonique, radiodiffusion française

## Le journalisme
Louise-Marie Danhaive commence sa carrière journalistique en 1946 à l' Indépendance, qu'elle quitte un an plus tard pour entrer à La Meuse, où elle devient secrétaire de rédaction après deux ans. En 1954, elle quitte La Meuse pour revenir à l'Indépendance jusqu'en 1965. Parallèlement, elle est, de 1952 à 1958, correspondante à l’hebdomadaire Pourquoi pas ?.
Elle assure durant ces années diverses chroniques : politique, littéraire, judiciaire.

## Maison de la culture de Namur
L’Année 1964 marque la naissance de la Maison de la Culture de Namur. Louise-Marie Danhaive quitte alors le journalisme pour rejoindre cette Maison de la Culture et devient attachée de presse. Elle y rédige des articles, de théâtre et littérature principalement, dans Les Carnets, le mensuel d'information de la Maison de la Culture.
Elle est à l'origine de la création du groupe Poésie et à l'initiative des Créateurs d'art en namurois : le point de départ de ce groupe a été le lancement d'un appel par Louise-Marie Danhaive à tous les artistes du namurois, qu'ils soient poètes, musiciens, peintres, sculpteurs ou récitants, les invitant à se rencontrer et à collaborer. Ils ont alors été nombreux à répondre à cette invitation qui les amène à de nombreuses représentations artistiques collaboratives.

## Centre d'Études théâtrales de Louvain
Elle suit dès 1970 les cours du Centre d'Études théâtrales de l'Université catholique de Louvain. Sa curiosité et son assiduité sont remarquées par ses professeurs. Raymond Pouilliart, un de ses professeurs, dira à son sujet : « J’ai rarement rencontré un étudiant que ses études, librement choisies, comblaient à un tel point et en qui elles éveillaient tant de joie intellectuelle, voire une telle fièvre. En elle, l’âge n’avait pas émoussé la capacité de l’enthousiasme ».
Elle obtient son diplôme en 1974, grâce à son mémoire sur un poète symboliste, intitulée : Saint-Pol-Roux. Documents inédits.
C'est durant cette période, en 1971, que sa sœur, Anne-Marie, décède. Ce décès la marque profondément et sa production littéraire sera pauvre les années qui le suivront. La Cassure  est un roman, inédit, qu'elle écrit en sa mémoire en 1973.

## Fin de vie
En 1977, Louise-Marie Danhaive est hospitalisée à la suite d'un infarctus du myocarde. Malgré le repos vivement conseillé par les médecins, l'auteur ne cesse jamais son activité d'écriture. En 1978, elle rédige Par delà la mort, qui est publié post mortem.
Elle décède le 1er juin 1978, entourée de ses plus proches amis.
Les documents qu'elle a produit au cours de sa vie ont été conservés par Marie-Louise Damoiseau, une proche de la famille. À son décès, le fonds d'archives de Louise-Marie Danhaive est légué au Centre de Ressources historiques namuroises (CeRHiN) (Belgique).